# Janusz Skowron (pianista)
Janusz Konrad Skowron – polski pianista, profesor sztuk muzycznych.

## Życiorys
W 1980 r. ukończył studia w zakresie gry na fortepianie w Akademii Muzycznej w Krakowie, w 2004 r. habilitował się. W 2016 r. uzyskał tytuł profesora sztuk muzycznych. Został pracownikiem naukowym w Instytucie Muzyki, Kolegium Nauk Humanistycznych Uniwersytetu Rzeszowskiego i w Akademii Muzycznej w Krakowie.